# Langue des signes turque
La langue des signes turque (turc : Türk İşaret Dili) est la langue des signes utilisée par les sourds et leurs proches en Turquie et en République turque de Chypre du nord.